# 우에다성

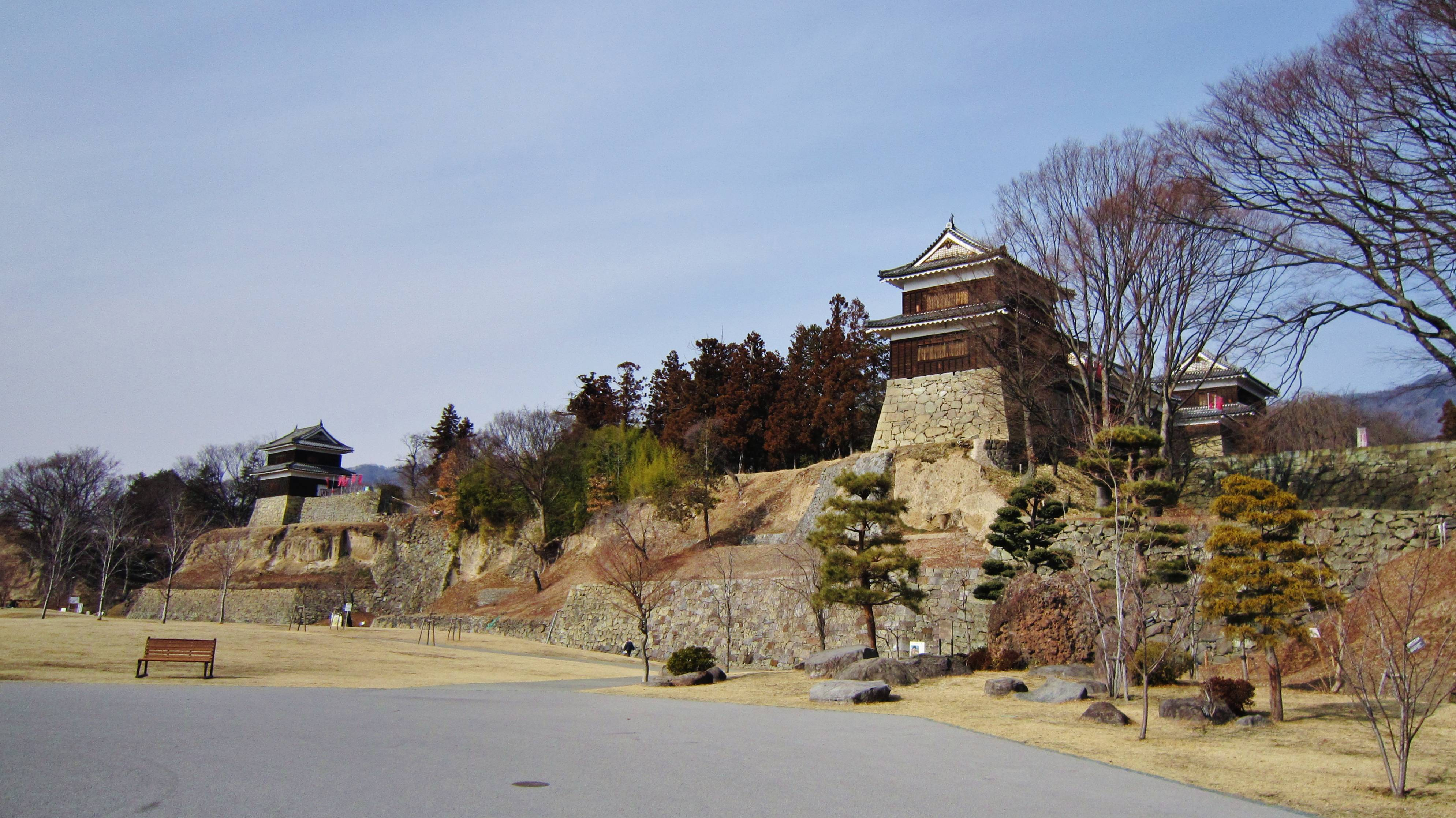
우에다성

우에다성(上田城 우에다조[*])은 일본 나가노현 우에다시 니노마루에 있는 성이다. 현재 남아 있는 성은 센고쿠 다다마사에 의해 에도 시대 초기 간에이 시대에 재건축된 것이다.